# Tovarnik
Tovarnik è un comune della Croazia di 3 335 abitanti della Regione di Vukovar e della Sirmia.